# Patricia Ellis
Patricia Ellis (20 mei 1916 - 26 maart 1970) was een Amerikaanse actrice.

## Levensloop en carrière
Ellis werd geboren in 1916 in Birmingham (Alabama) als Patricia Leftwich. In 1932 had ze 2 kleine rollen in Three on a Match en Central Park. Datzelfde jaar werd ze verkozen tot een van de WAMPAS Baby Stars van 1932, naast onder meer Gloria Stuart, Ginger Rogers en Mary Carlisle. In 1933 kreeg ze een grotere rol in de film The King's Vacation met George Arliss en Marjorie Gateson.
Patricia Ellis huwde in 1940 met George T. O'Malley. Ze bleven samen tot haar dood in 1970.
- Bibliothèque nationale de France: cb14678143p (data)
- International Standard Name Identifier: 0000 0001 1602 8276
- Library of Congress Control Number: n88132363
- SNAC: w63g989b
- Système universitaire de documentation: 187108714
- Virtual International Authority File: 18774579
- WorldCat: E39PBJkp8KkgDJVQB6yW4qhvHC